# Shazam! Cơn thịnh nộ của các vị thần
Shazam! Cơn thịnh nộ của các vị thần (tiếng Anh: Shazam! Fury of the Gods) là bộ phim siêu anh hùng của Mỹ kể về nhân vật Shazam của DC Comics. Được sản xuất bởi New Line Cinema, DC Films, The Safran Company và Mad Ghost Productions, và được phân phối bởi Warner Bros. Pictures, phim là hậu truyện của Shazam! (2019) và là phim thứ 14 của Vũ trụ Mở rộng DC (DCEU). Phim được đạo diễn bởi David F. Sandberg dựa theo kịch bản của Henry Gayden, và quy tụ các diễn viên Zachary Levi, Asher Angel, Jack Dylan Grazer, Rachel Zegler, Helen Mirren và Lucy Liu. Trong phim, thiếu niên Billy Batson (Angel) biến hình thành siêu anh hùng Shazam (Levi) để chiến đấu chống lại những đứa con gái của Atlas.
Hậu truyện của Shazam! bắt đầu được phát triển sau khi phim được phát hành vào tháng 4 năm 2019, với Gayden quay lại viết kịch bản. Sandberg và Levi cũng đã quay trở lại vào tháng 12 năm đó. Tựa đề của phim và các diễn viên khác từ phần trước được xác nhận vào tháng 8 năm 2020, với Zegler, Mirren và Liu được chọn để đóng vai những đứa con gái của Atlas vào đầu năm 2021. Quá trình quay phim bắt đầu vào tháng 5 năm 2021 tại Atlanta, Georgia.
Shazam! Fury of the Gods khởi chiếu tại Hoa Kỳ vào ngày 17 tháng 3 năm 2023.

## Nội dung
Hai năm sau khi Thaddeus Sivana bị đánh bại, Hespera và Kalypso, hai con gái của thần Atlas, vào Bảo tàng Acropolis ở Athens, Hy Lạp để đánh cắp cây quyền trượng phép thuật bị gãy của pháp sư Shazam. Họ mang cây quyền trượng đến chỗ vị pháp sư đang bị giam giữ rồi buộc ông sửa chữa nó và khôi phục sức mạnh của nó.
Ở Philadelphia, Billy Batson và các anh chị em của cậu (được gọi là Shazamily) đã giải cứu người dân trên cây cầu Benjamin Franklin đang đổ sập, nhưng lại bị mọi người chỉ trích. Cả nhóm giờ đây đều đã trưởng thành và đều có sở thích riêng. Billy lo lắng mình sẽ bị đuổi khỏi gia đình Vasquez khi cậu qua độ tuổi được nuôi dưỡng. Trong một giấc mơ, Billy thấy mình hẹn hò với Wonder Woman, sau đó vị pháp sư hiện ra cảnh báo cậu về những con gái của Atlas, thúc giục Shazamily tìm hiểu về họ.
Freddy Freeman phải lòng một cô bạn học tên Anne, cậu đã khoe hình dạng siêu anh hùng của mình cho cô thấy. Hespera và Kalypso đến và cướp sức mạnh của Freddy, và Anne được tiết lộ chính là em gái út của họ, Anthea. Billy và Shazamily cố gắng cứu Freddy nhưng ba chị em Hespera đã bắt cóc cậu và tạo ra một mái vòm trường lực bao trùm cả thành phố, nhốt mọi người bên trong. Freddy bị giam giữ cùng với vị pháp sư ở Thần Địa (Gods' Realm), vùng đất của ba chị em. Ba chị em tiết lộ rằng họ muốn trả thù vì năm xưa vị pháp sư đã giết cha của họ.
Tại Hang đá Vĩnh hằng (Rock of Eternity), Shazamily viết một lá thư gửi cho Hespera để yêu cầu gặp mặt và thương lượng. Billy gặp mặt Hespera, sau đó bà ta và Kalypso giao chiến với Shazamily. Hespera bị bắt giữ và bị đưa về Hang đá Vĩnh hằng. Bà ta dễ dàng thoát ra và đánh cắp Quả táo Vàng (Golden Apple). Trong khi đó, Freddy và vị pháp sư cố gắng trốn thoát khỏi Thần Địa với sự giúp đỡ của Anthea, đúng lúc Hespera trở về cùng với Quả táo. Ba chị em tranh cãi khi Hespera và Anthea muốn sử dụng Quả táo để khôi phục Thần Địa, trong khi Kalypso muốn sử dụng nó để hủy diệt Trái đất. Freddy đã đánh cắp Quả táo và được Shazamily đưa về nhà.
Shazamily cùng với vị pháp sư xuất hiện tại nhà của vợ chồng Vasquez, nơi cả nhóm tiết lộ danh tính bí mật với bố mẹ nuôi của họ. Kalypso cưỡi một con rồng đến để lấy lại Quả táo. Ả lấy được Quả táo và đặt nó xuống sân vận động Citizens Bank Park, tạo ra nhiều quái vật tấn công thành phố. Hespera và Anthea phản đối việc làm của Kalypso, nhưng Kalypso đã làm Hespera bị trọng thương và tước sức mạnh của Anthea.
Billy bay đi ngăn cản Kalypso trong khi Shazamily tập hợp một đàn kỳ lân để đánh đuổi bọn quái vật. Hespera, trong cơn hấp hối, đã thu nhỏ mái vòm trường lực nhốt Billy, Kalypso và con rồng trong sân vận động. Billy sử dụng quyền trượng chứa đầy năng lượng sấm sét tiêu diệt Kalypso và con rồng, khiến bọn quái vật tan biến, và chính cậu cũng bỏ mạng sau cuộc giao chiến. Hespera khen ngợi Billy là một vị thần đích thực rồi trút hơi thở cuối cùng. Billy được chôn cất tại Thần Địa, đúng lúc đó Wonder Woman, nữ siêu anh hùng mang sức mạnh của thần thánh, xuất hiện và sửa chữa quyền trượng, khôi phục Thần Địa, và giúp Billy hồi sinh. Mọi người trở lại với cuộc sống bình yên, Shazamily xây dựng lại ngôi nhà của họ, Anthea và vị pháp sư định cư tại Trái đất.
Trong cảnh hậu danh đề, Emilia Harcourt và John Economos, hai cấp dưới của Amanda Waller, đề nghị tuyển mộ Billy vào Hiệp hội Công lý Hoa Kỳ (Justice Society of America). Trong một cảnh hậu khác, Sivana, người đang bị giam trong tù, gặp lại Mister Mind và nổi giận vì hắn vẫn chưa thực hiện kế hoạch của họ.

## Diễn viên
- Zachary Levi vai Shazam: Nhà vô địch của phù thủy Shazam và là hình dạng siêu anh hùng trưởng thành của thiếu niên Billy Batson. Anh sở hữu "trí tuệ của Solomon, sức mạnh của Hercules, sức bền của Atlas, quyền năng của Zeus, dũng khí của Achilles và tốc độ của Mercury".[1] Asher Angel đóng vai Billy Batson trong hình dạng thiếu niên (lúc không biến hình thành Shazam).[2]
- Jack Dylan Grazer vai Frederick "Freddy" Freeman: Người anh em nuôi khuyết tật của Billy và là fan hâm mộ các siêu anh hùng.
  - Adam Brody đóng vai Freddy trong hình dạng siêu anh hùng trưởng thành.[2]
- Rachel Zegler vai con gái của Atlas.[3][4]
- Helen Mirren vai Hespera: Con gái của Atlas.[5]
- Lucy Liu vai Kalypso: Con gái của Atlas.[6]

## Quảng bá
Tháng 8 năm 2020, đạo diễn Sandberg đã quảng bá phần hậu truyện tại sự kiện DC FanDome bằng cách công bố tựa đề phim và các diễn viên cũ từ phần phim trước. Tháng 6 năm 2021, sau một tuần quay phim, Sandberg đã phát hành một đoạn clip ngắn với Levi mặc bộ trang phục mới trong phim, sau khi các tấm ảnh trang phục từ phim trường đã bị lộ ra trong tuần đó.

## Phát hành
Shazam! Cơn thịnh nộ của các vị thần được Warner Bros. Pictures công chiếu tại Mỹ vào ngày 17 tháng 3 năm 2023. Theo kế hoạch ban đầu, phim sẽ được phát hành vào ngày 1 tháng 4 năm 2022, trước khi bị lùi lịch sang ngày 4 tháng 11 năm 2022, rồi sau đó lại lùi sang ngày 2 tháng 6 năm 2023 do Đại dịch COVID-19.